# Phrygien

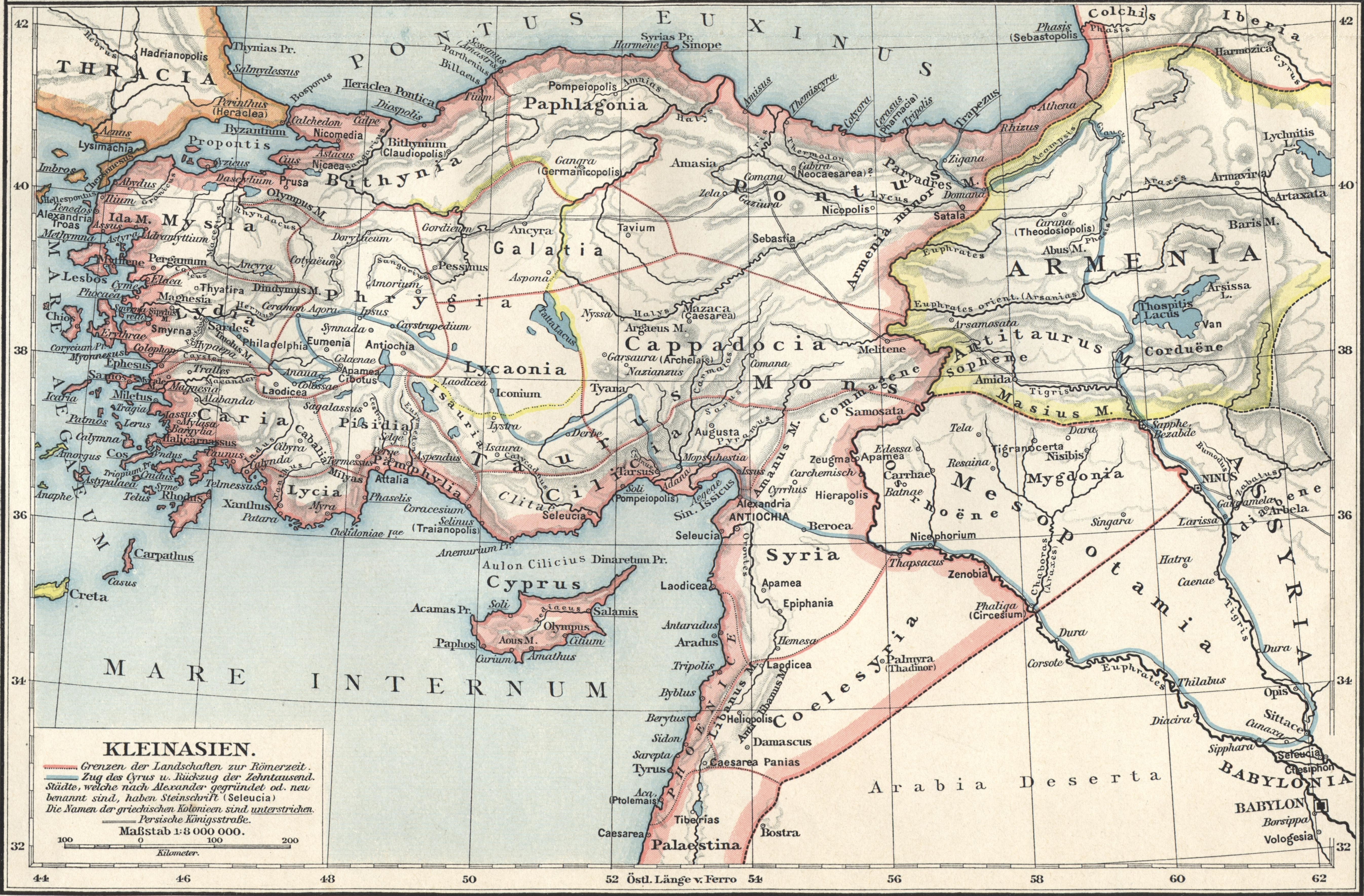
Kleinasien in der Antike

Phrygien (altgriechisch Φρυγία) ist die antike Bezeichnung einer Region im westlichen Zentral-Kleinasien in der heutigen Türkei. Benannt ist diese Landschaft nach den Phrygern, unter denen Phrygien das Kernland eines großen Reichs in Kleinasien war, das vermutlich im 8. Jahrhundert v. Chr. unter König Midas den Höhepunkt seiner Macht erreichte.

## Geographie

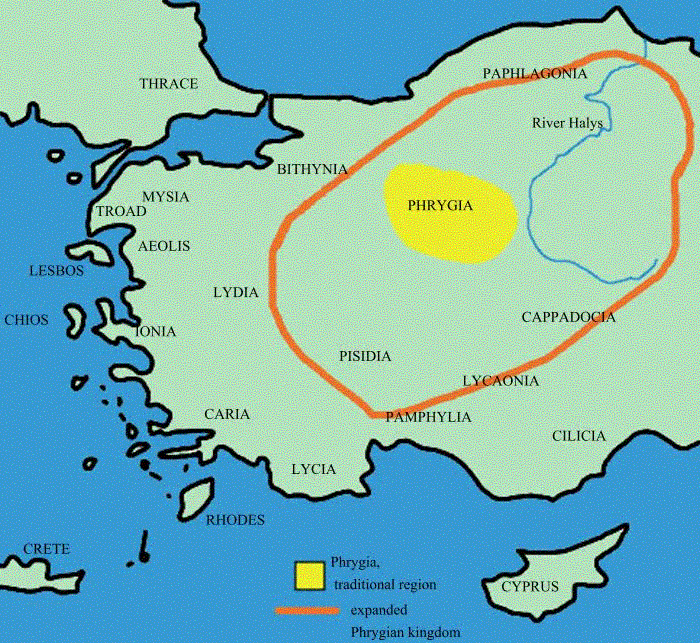
Das phrygische Reich: Kernland (gelb) und spätere Ausdehnung (farbig umrahmt)

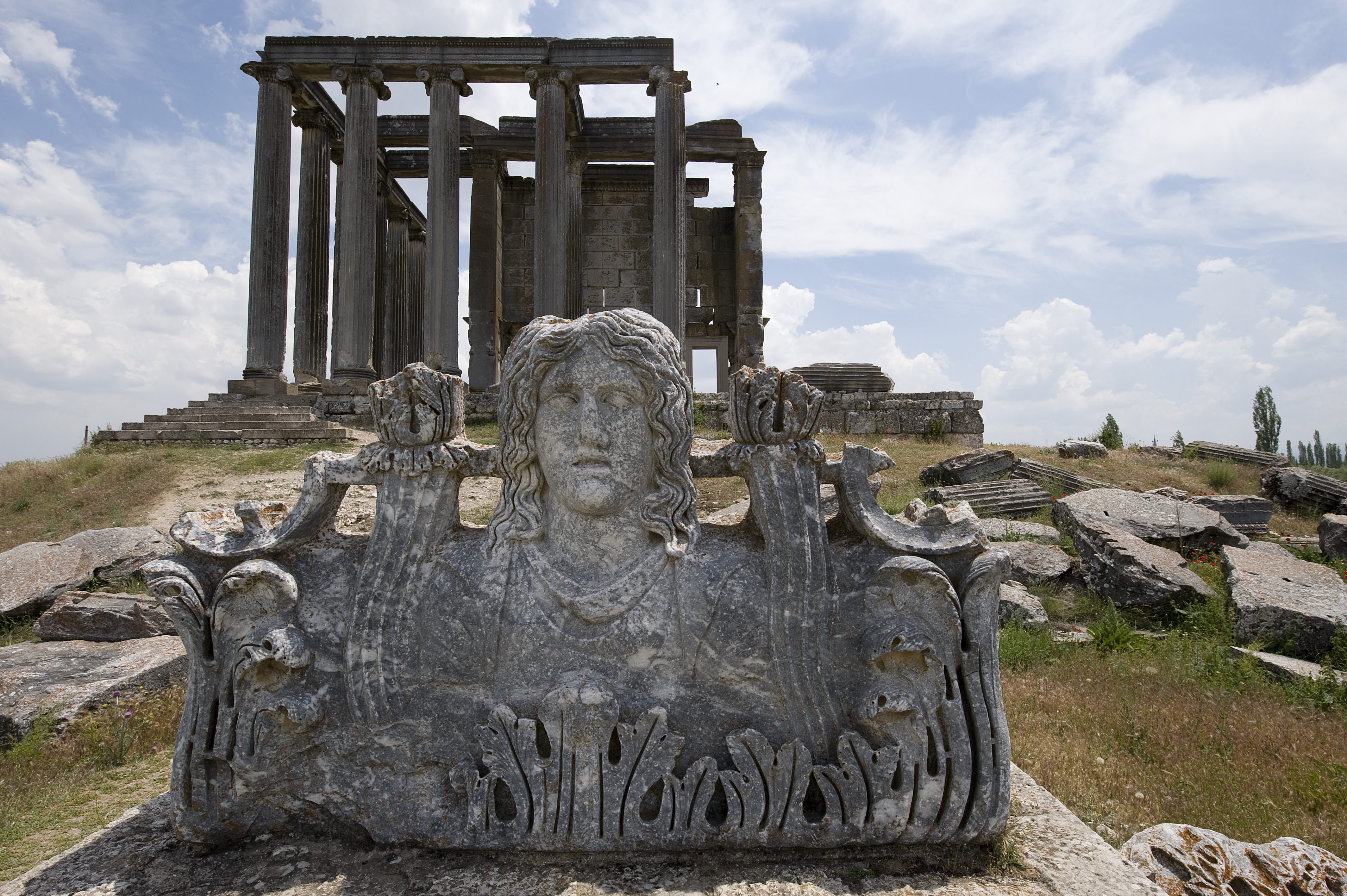
Der Zeustempel in der antiken Stadt Aizanoi gehört zu Phrygien.

Phrygien grenzte im Osten an Kappadokien, im Süden an Pisidien und Lykaonien, im Westen an Lydien, im Nordwesten und Norden an Bithynien und Paphlagonien.
Die bedeutendste Stadt Phrygiens war Gordion, gelegen am Fluss Sangarios (heute Sakarya), 80 Kilometer westsüdwestlich von Ankara. Das im Süden Phrygiens gelegene Kelainai diente den persischen Großkönigen als Residenzstadt und war in römischer Zeit nach Ephesos der bedeutendste Marktort Kleinasiens. In der Spätantike fand die Hauptstadt Kolossai, an deren christliche Gemeinde der Apostel Paulus einen Brief schrieb, Erwähnung.

## Geschichte
Die Phryger siedelten sich ab dem 12. Jahrhundert v. Chr., wohl aus Troas und Thrakien kommend, in dieser Landschaft an. Vorher hatte diese Region zum hethitischen Großreich gehört. Anfang des 7. Jahrhunderts v. Chr. fielen die Kimmerer in Phrygien ein und eroberten, griechischen Quellen nach, Gordion. Die phrygische Kultur bestand aber noch lange weiter.
Ende des 7. Jahrhunderts v. Chr. geriet Phrygien zunehmend in Abhängigkeit von den Lydern. Von 546 bis 334 v. Chr. gehörte es zum Perserreich. Im Winter von 334 auf 333 v. Chr. kam Alexander der Große nach Phrygien. Bei seinem Aufenthalt soll er den legendären Gordischen Knoten zerschlagen haben.
Um 274 v. Chr. wurden keltische Galater von dem Diadochenherrscher Antiochos I. Soter im östlichen Teil Phrygiens angesiedelt. Nach ihnen wurde diese Gegend bald auch Galatien genannt. Gegen Mitte des 1. Jahrhunderts v. Chr. wurde Phrygien römisch und gehörte fortan zur 133 v. Chr. geschaffenen Provinz Asia. Galatien war römischer Klientelstaat und wurde erst unter dem Prinzipat des Augustus dem Römischen Reich angegliedert.

## Herrscher
Nach Herodot, Historien 1,14,35; 41–45 und Strabon, Geographika 1,3,21 sowie der Chronik des Eusebius von Caesarea.
| Regierungszeit                                                | Name          | Genealogie | Bemerkungen |
| ------------------------------------------------------------- | ------------- | ---------- | --- |
|                                                               | Gordios (I.)  |            | |
| assyrische Quellen: ab 718 v. Chr. bis 696/5 oder 679 v. Chr. | Midas         | Sohn       | starb vermutlich nach der Zerstörung Gordions 696/5 laut der Chronik des Eusebios oder 679 v. Chr., wobei neuere Forschungen auch vermuten, es habe 2 aufeinanderfolgende Könige namens Midas gegeben |
|                                                               | Gordios (II.) | Sohn       | |

## Religion
In Phrygien war der Kult der Großen Mutter Kybele und des Weingottes Sabazios, der in Zusammenhang mit dem schon in mykenischer Zeit belegten Dionysos steht, von Bedeutung. Kybele wurde später auch von den Römern verehrt, wo sie Magna Mater deorum Idaea genannt wurde.